# Petra Záplatová
Petra Záplatová (ur. 29 grudnia 1991 w Trutnovie) – czeska koszykarka grająca na pozycji rozgrywającej, reprezentantka kraju, obecnie zawodniczka Energi Toruń.
30 czerwca 2020 dołączyła do Energi Toruń. 17 listopada opuściła klub.

## Osiągnięcia
Stan na 18 listopada 2020, na podstawie, o ile nie zaznaczono inaczej.
Drużynowe
- Mistrzyni Czech (2014–2016)
- Wicemistrzyni:
  - Niemiec (2018)[5]
  - Czech (2019)
- Zdobywczyni Pucharu Czech (2014)
- Finalistka Pucharu Niemiec (2018)[5]
- Uczestniczka rozgrywek Eurocup (2008/2009, 2017/2018)

### Reprezentacja
Seniorska
- Uczestniczka mistrzostw Europy (2017 – 13. miejsce)

Młodzieżowe
- Brązowa medalistka mistrzostw Europy: 
  - U–16 (2007)
  - U–20 dywizji B (2010)
- Uczestniczka mistrzostw:
  - świata U–19 (2009 – 10. miejsce)
  - Europy:
    - U–18 (2009 – 4. miejsce)
    - U–20 dywizji B (2010, 2011 – 4. miejsce)